# Пављани
Пављани (слч. Pavľany) насељено је мјесто са административним статусом сеоске општине (слч. obec) у округу Љевоча, у Прешовском крају, Словачка Република.

## Становништво
| Година:    | 1994. | 2004.    | 2014.    | 2024.    |
| ---------- | ----- | -------- | -------- | -------- |
| Број људи: | 118   | 81       | 53       | 43       |
| Разлика:   |       | -31,35 % | -34,56 % | -18,86 % |

| Година:    | 2023. | 2024. |
| ---------- | ----- | ----- |
| Број људи: | 43    | 43    |
| Разлика:   |       | +0 %  |

Према подацима о броју становника из 2011. године насеље је имало 56 становника.